# Hermann Schede
Hermann Howard Friedrich Karl Schede (* 21. Februar 1879 in Bessungen; † 16. Januar 1943 in Niederwalluf) war ein deutscher Bankier und Politiker.

## Leben
Schede war ein Sohn des preußischen Generals Ludwig Schede (1842–1911). Er besuchte das humanistische Gymnasium in Metz und absolvierte eine kaufmännische Lehre in Aachen, ehe er 1900 in die Deutsche Bank eintrat. 1910 wurde er Direktor der Filiale in Rheydt, 1912 Direktor der Filiale Danzig der Deutschen Bank und Disconto-Gesellschaft. In Danzig war er auch Mitglied des Börsenvorstandes und amtierte als Handelsrichter. Daneben fungierte er als Mitglied des Aufsichtsrats der Danziger Bank AG (Danzig).
Von 1920 bis 1926 war Schede deutsch-nationales Mitglied des Danziger Volkstages und 1926 bis 1927 Mitglied des Senats der Freien Stadt Danzig.